# Hörður Magnússon
Hörður Björgvin Magnússon (Reykjavík, 11 febbraio 1993) è un calciatore islandese, difensore della nazionale islandese.

## Biografia
È soprannominato Bianco per via del colore dei suoi capelli, caratteristico del Nord Europa.
Ha un fratello, Hlynur, anche lui calciatore.

## Caratteristiche tecniche
Difensore forte fisicamente, è anche dotato di una buona tecnica che gli permette di essere impiegato, all'occorrenza, come mediano.

## Carriera

### Club

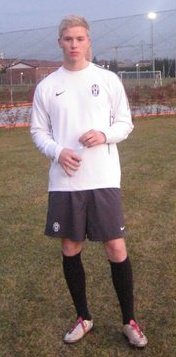
Magnússon in allenamento alla Juventus nel 2011

Cresciuto in patria nel Fram Reykjavík, il 13 gennaio 2011, dopo 6 presenze in due anni in massima serie, passa alla squadra italiana della Juventus. Primo islandese nella storia del club torinese, l'anno successivo è ancora presente nella formazione Primavera bianconera.
Il 5 agosto 2013 passa in compartecipazione allo Spezia, in Serie B. Conclude la sua stagione con 20 presenze nel campionato cadetto e 1 in Coppa Italia. Il 24 luglio 2014 la Juventus riscatta l'altra metà del cartellino dai liguri, girando il calciatore in prestito al Cesena. Conclude la stagione con 12 presenze in Serie A, diventando il quarto islandese a scendere in campo nella massima serie italiana.
Con la squadra retrocessa in Serie B, nell'estate 2015 torna alla Juventus che nell'ultimo giorno di calciomercato lo cede ancora in prestito a Cesena, questa volta con diritto di riscatto (in caso i romagnoli venissero promossi in Serie A) e controriscatto a favore dei piemontesi. L'11 ottobre seguente, nella trasferta contro il Cagliari persa 1-3, realizza su calcio di punizione il suo primo gol con la maglia del Cesena.
Il 13 luglio 2016 viene acquistato dagli inglesi del Bristol City, dove rimane per le successive due stagioni, entrambe in Championship. Il 20 giugno 2018 si trasferisce al CSKA Mosca, nella Prem'er-Liga.
Dopo non aver rinnovato il proprio contratto con il club russo e quindi rimasto svincolato, il 9 luglio 2022 si accasa a titolo gratuito al Panathīnaïkos. Il 4 agosto debutta con la maglia bianco-verde nella sconfitta per 2-0 contro lo Slavia Praga, valida per il terzo turno preliminare di UEFA Europa Conference League; mentre a fine mese debutta in Souper Ligka Ellada contro lo Ionikos, partita vinta 1-0, nella quale è stato sostituito dopo appena 32 minuti a causa di un infortunio. Tornato dall'infortunio e ottenuta la titolarità, il 13 novembre trova la prima rete greca nella vittoria casalinga per 2-0 contro l'Atromītos.

### Nazionale

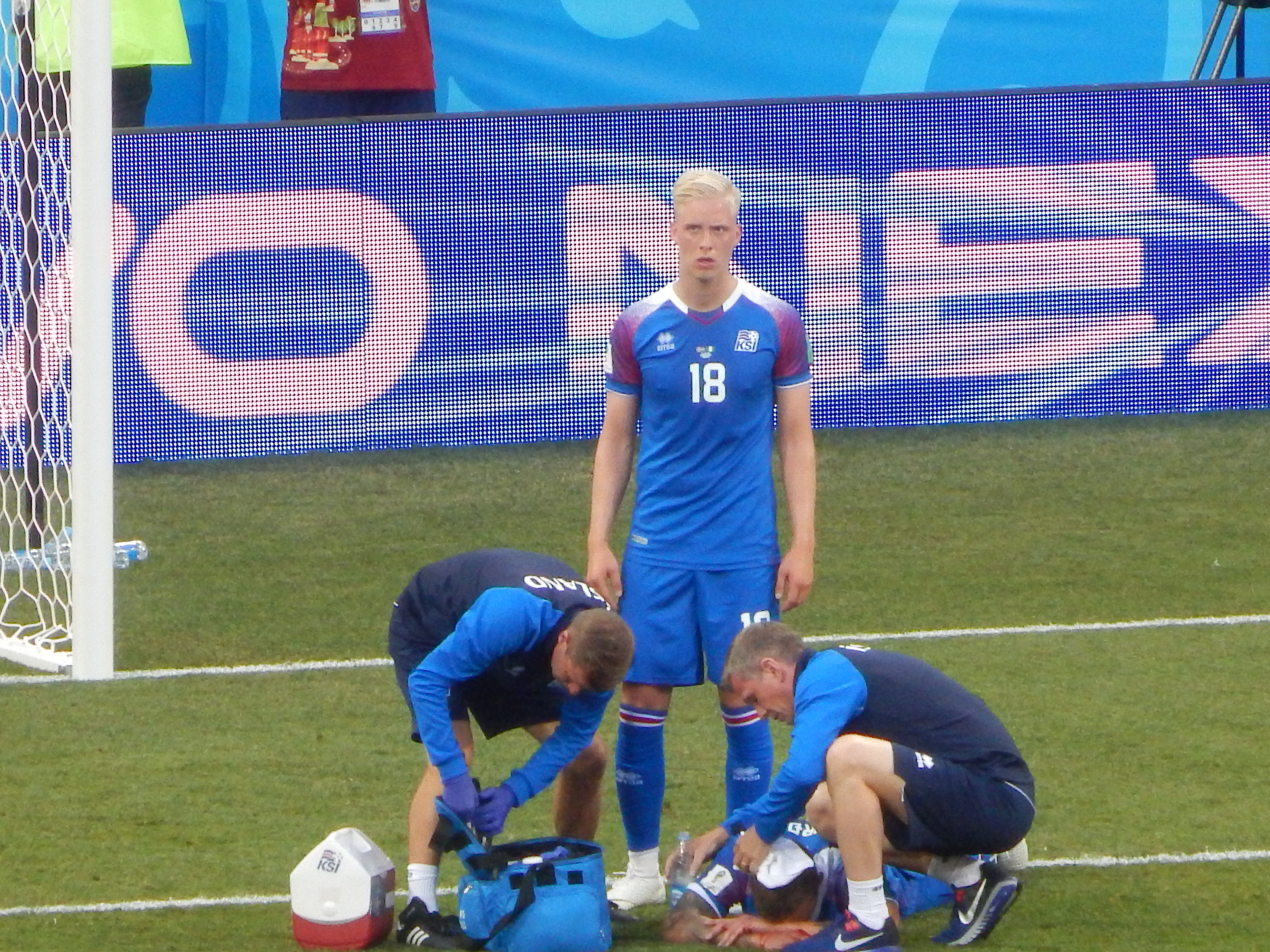
Magnússon in nazionale durante il

Nel biennio 2009-2010 ha giocato 7 partite con la nazionale islandese Under-17, mentre dal 2010 fa parte dell'Islanda Under-19.
Il 29 febbraio 2012 gioca la partita Azerbaigian-Islanda (1-0) di Under-21, valevole per le qualificazioni agli Europei di categoria.
Debutta con la nazionale maggiore il 12 novembre 2014, nella sconfitta rimediata a Bruxelles, contro il Belgio. Viene convocato per il campionato d'Europa 2016 in Francia, dove non viene mai impiegato.
Segna la sua prima rete l'11 giugno 2017, nella sfida contro la Croazia valevole per la qualificazione al campionato del mondo 2018.

## Statistiche

### Presenze e reti nei club
Statistiche aggiornate al 1º luglio 2025.
| Stagione             | Squadra              | Campionato           | Campionato | Campionato | Coppe nazionali | Coppe nazionali | Coppe nazionali | Coppe continentali | Coppe continentali | Coppe continentali | Altre coppe | Altre coppe | Altre coppe | Totale | Totale |
| Stagione             | Squadra              | Comp                 | Pres       | Reti       | Comp            | Pres            | Reti            | Comp               | Pres               | Reti               | Comp        | Pres        | Reti        | Pres   | Reti   |
| -------------------- | -------------------- | -------------------- | ---------- | ---------- | --------------- | --------------- | --------------- | ------------------ | ------------------ | ------------------ | ----------- | ----------- | ----------- | ------ | ------ |
| 2009                 | Fram Reykjavík       | Ú                    | 3          | 0          | -               | -               | -               | -                  | -                  | -                  | -           | -           | -           | 3      | 0      |
| 2010                 | Fram Reykjavík       | Ú                    | 3          | 0          | -               | -               | -               | -                  | -                  | -                  | -           | -           | -           | 3      | 0      |
| Totale Fram          | Totale Fram          | Totale Fram          | 6          | 0          |                 | 0               | 0               |                    | -                  | -                  |             | -           | -           | 6      | 0      |
| 2013-2014            | Spezia               | B                    | 20         | 0          | CI              | 1               | 0               | -                  | -                  | -                  | -           | -           | -           | 21     | 0      |
| 2014-2015            | Cesena               | A                    | 12         | 0          | CI              | 0               | 0               | -                  | -                  | -                  | -           | -           | -           | 12     | 0      |
| 2015-2016            | Cesena               | B                    | 26+1       | 1          | CI              | 1               | 0               | -                  | -                  | -                  | -           | -           | -           | 28     | 1      |
| Totale Cesena        | Totale Cesena        | Totale Cesena        | 38+1       | 1          |                 | 1               | 0               |                    | -                  | -                  |             | -           | -           | 40     | 1      |
| 2016-2017            | Bristol City         | FLC                  | 28         | 1          | FACup+CdL       | 1+0             | 0               | -                  | -                  | -                  | -           | -           | -           | 29     | 1      |
| 2017-2018            | Bristol City         | FLC                  | 24         | 0          | FACup+CdL       | 1+7             | 0               | -                  | -                  | -                  | -           | -           | -           | 32     | 0      |
| Totale Bristol City  | Totale Bristol City  | Totale Bristol City  | 52         | 1          |                 | 9               | 0               |                    | -                  | -                  |             | -           | -           | 61     | 1      |
| 2018-2019            | CSKA Mosca           | PL                   | 23         | 2          | KR              | 0               | 0               | UCL                | 3                  | 0                  | SR          | 1           | 0           | 27     | 2      |
| 2019-2020            | CSKA Mosca           | PL                   | 27         | 2          | KR              | 1               | 0               | UEL                | 6                  | 0                  | -           | -           | -           | 34     | 2      |
| 2020-2021            | CSKA Mosca           | PL                   | 22         | 1          | KR              | 1               | 0               | UEL                | 5                  | 0                  | -           | -           | -           | 28     | 1      |
| 2021-2022            | CSKA Mosca           | PL                   | 4          | 0          | KR              | 0               | 0               | -                  | -                  | -                  | -           | -           | -           | 4      | 0      |
| Totale CSKA Mosca    | Totale CSKA Mosca    | Totale CSKA Mosca    | 76         | 5          |                 | 2               | 0               |                    | 14                 | 0                  |             | 1           | 0           | 93     | 5      |
| 2022-2023            | Panathīnaïkos        | SL                   | 15+9       | 1          | CG              | 1               | 0               | UECL               | 2                  | 0                  | -           | -           | -           | 27     | 1      |
| 2023-2024            | Panathīnaïkos        | SL                   | 3          | 1          | CG              | 0               | 0               | UCL+UEL            | 6+1                | 0                  | -           | -           | -           | 10     | 1      |
| 2024-2025            | SL                   | 0+1                  | 0          | CG         | 0               | 0               | UEL+UECL        | 0                  | 0                  | -                  | -           | -           | 1           | 0      |        |
| Totale Panathinaikos | Totale Panathinaikos | Totale Panathinaikos | 28         | 2          |                 | 1               | 0               |                    | 9                  | 0                  |             | -           | -           | 38     | 2      |
| Totale carriera      | Totale carriera      | Totale carriera      | 221        | 9          |                 | 14              | 0               |                    | 23                 | 0                  |             | 1           | 0           | 259    | 9      |

### Cronologia presenze e reti in nazionale
| Cronologia completa delle presenze e delle reti in nazionale ― Islanda | Cronologia completa delle presenze e delle reti in nazionale ― Islanda | Cronologia completa delle presenze e delle reti in nazionale ― Islanda | Cronologia completa delle presenze e delle reti in nazionale ― Islanda | Cronologia completa delle presenze e delle reti in nazionale ― Islanda | Cronologia completa delle presenze e delle reti in nazionale ― Islanda | Cronologia completa delle presenze e delle reti in nazionale ― Islanda | Cronologia completa delle presenze e delle reti in nazionale ― Islanda |
| Data                                                                   | Città                                                                  | In casa                                                                | Risultato                                                              | Ospiti                                                                 | Competizione                                                           | Reti                                                                   | Note                                                                   |
| ---------------------------------------------------------------------- | ---------------------------------------------------------------------- | ---------------------------------------------------------------------- | ---------------------------------------------------------------------- | ---------------------------------------------------------------------- | ---------------------------------------------------------------------- | ---------------------------------------------------------------------- | ---------------------------------------------------------------------- |
| 12-11-2014                                                             | Bruxelles                                                              | Belgio                                                                 | 3 – 1                                                                  | Islanda                                                                | Amichevole                                                             | -                                                                      |                                                                        |
| 31-3-2015                                                              | Tallinn                                                                | Estonia                                                                | 1 – 1                                                                  | Islanda                                                                | Amichevole                                                             | -                                                                      | 46’                                                                    |
| 24-3-2016                                                              | Herning                                                                | Danimarca                                                              | 3 – 1                                                                  | Islanda                                                                | Amichevole                                                             | -                                                                      | 75’                                                                    |
| 1-6-2016                                                               | Oslo                                                                   | Norvegia                                                               | 3 – 2                                                                  | Islanda                                                                | Amichevole                                                             | -                                                                      |                                                                        |
| 6-6-2016                                                               | Reykjavík                                                              | Islanda                                                                | 4 – 0                                                                  | Liechtenstein                                                          | Amichevole                                                             | -                                                                      | 87’                                                                    |
| 5-9-2016                                                               | Kiev                                                                   | Ucraina                                                                | 1 – 1                                                                  | Islanda                                                                | Qual. Mondiali 2018                                                    | -                                                                      | 42’                                                                    |
| 9-10-2016                                                              | Reykjavík                                                              | Islanda                                                                | 2 – 0                                                                  | Turchia                                                                | Qual. Mondiali 2018                                                    | -                                                                      | 86’                                                                    |
| 12-11-2016                                                             | Zagabria                                                               | Croazia                                                                | 2 – 0                                                                  | Islanda                                                                | Qual. Mondiali 2018                                                    | -                                                                      |                                                                        |
| 28-3-2017                                                              | Dublino                                                                | Irlanda                                                                | 0 – 1                                                                  | Islanda                                                                | Amichevole                                                             | 1                                                                      |                                                                        |
| 11-6-2017                                                              | Reykjavík                                                              | Islanda                                                                | 1 – 0                                                                  | Croazia                                                                | Qual. Mondiali 2018                                                    | 1                                                                      |                                                                        |
| 2-9-2017                                                               | Tampere                                                                | Finlandia                                                              | 1 – 0                                                                  | Islanda                                                                | Qual. Mondiali 2018                                                    | -                                                                      |                                                                        |
| 5-9-2017                                                               | Reykjavík                                                              | Islanda                                                                | 2 – 0                                                                  | Ucraina                                                                | Qual. Mondiali 2018                                                    | -                                                                      |                                                                        |
| 6-10-2017                                                              | Eskişehir                                                              | Turchia                                                                | 0 – 3                                                                  | Islanda                                                                | Qual. Mondiali 2018                                                    | -                                                                      |                                                                        |
| 9-10-2017                                                              | Reykjavík                                                              | Islanda                                                                | 2 – 0                                                                  | Kosovo                                                                 | Qual. Mondiali 2018                                                    | -                                                                      |                                                                        |
| 8-11-2017                                                              | Doha                                                                   | Islanda                                                                | 1 – 2                                                                  | Rep. Ceca                                                              | Amichevole                                                             | -                                                                      | 46’                                                                    |
| 2-6-2018                                                               | Reykjavík                                                              | Islanda                                                                | 2 – 3                                                                  | Norvegia                                                               | Amichevole                                                             | -                                                                      |                                                                        |
| 16-6-2018                                                              | Mosca                                                                  | Argentina                                                              | 1 – 1                                                                  | Islanda                                                                | Mondiali 2018 - 1º turno                                               | -                                                                      |                                                                        |
| 22-6-2018                                                              | Volgograd                                                              | Nigeria                                                                | 2 – 0                                                                  | Islanda                                                                | Mondiali 2018 - 1º turno                                               | -                                                                      |                                                                        |
| 26-6-2018                                                              | Rostov                                                                 | Islanda                                                                | 1 – 2                                                                  | Croazia                                                                | Mondiali 2018 - 1º turno                                               | -                                                                      |                                                                        |
| 11-9-2018                                                              | Reykjavík                                                              | Islanda                                                                | 0 – 3                                                                  | Belgio                                                                 | UEFA Nations League 2018-2019 - 1º turno                               | -                                                                      |                                                                        |
| 15-10-2018                                                             | Reykjavík                                                              | Islanda                                                                | 1 – 2                                                                  | Svizzera                                                               | UEFA Nations League 2018-2019 - 1º turno                               | -                                                                      |                                                                        |
| 15-11-2018                                                             | Bruxelles                                                              | Belgio                                                                 | 2 – 0                                                                  | Islanda                                                                | UEFA Nations League 2018-2019 - 1º turno                               | -                                                                      |                                                                        |
| 19-11-2018                                                             | Eupen                                                                  | Qatar                                                                  | 2 – 2                                                                  | Islanda                                                                | Amichevole                                                             | -                                                                      |                                                                        |
| 25-3-2019                                                              | Saint-Denis                                                            | Francia                                                                | 4 – 0                                                                  | Islanda                                                                | Qual. Euro 2020                                                        | -                                                                      |                                                                        |
| 11-6-2019                                                              | Reykjavík                                                              | Islanda                                                                | 2 – 1                                                                  | Turchia                                                                | Qual. Euro 2020                                                        | -                                                                      | 69’                                                                    |
| 10-9-2019                                                              | Elbasan                                                                | Albania                                                                | 4 – 2                                                                  | Islanda                                                                | Qual. Euro 2020                                                        | -                                                                      | 71’                                                                    |
| 14-11-2019                                                             | Istanbul                                                               | Turchia                                                                | 0 – 0                                                                  | Islanda                                                                | Qual. Euro 2020                                                        | -                                                                      | 63’                                                                    |
| 17-11-2019                                                             | Chișinău                                                               | Moldavia                                                               | 1 – 2                                                                  | Islanda                                                                | Qual. Euro 2020                                                        | -                                                                      | 87’                                                                    |
| 5-9-2020                                                               | Reykjavík                                                              | Islanda                                                                | 0 – 1                                                                  | Inghilterra                                                            | UEFA Nations League 2020-2021 - 1º turno                               | -                                                                      |                                                                        |
| 8-10-2020                                                              | Reykjavík                                                              | Islanda                                                                | 2 – 1                                                                  | Romania                                                                | Qual. Euro 2020                                                        | -                                                                      |                                                                        |
| 11-10-2020                                                             | Reykjavík                                                              | Islanda                                                                | 0 – 3                                                                  | Danimarca                                                              | UEFA Nations League 2020-2021 - 1º turno                               | -                                                                      | 86’                                                                    |
| 14-10-2020                                                             | Reykjavík                                                              | Islanda                                                                | 1 – 2                                                                  | Belgio                                                                 | UEFA Nations League 2020-2021 - 1º turno                               | -                                                                      | 86’                                                                    |
| 12-11-2020                                                             | Budapest                                                               | Ungheria                                                               | 2 – 1                                                                  | Islanda                                                                | Qual. Euro 2020                                                        | -                                                                      |                                                                        |
| 15-11-2020                                                             | Copenaghen                                                             | Danimarca                                                              | 2 – 1                                                                  | Islanda                                                                | UEFA Nations League 2020-2021 - 1º turno                               | -                                                                      | 90+1’                                                                  |
| 25-3-2021                                                              | Duisburg                                                               | Germania                                                               | 3 – 0                                                                  | Islanda                                                                | Qual. Mondiali 2022                                                    | -                                                                      |                                                                        |
| 31-3-2021                                                              | Vaduz                                                                  | Liechtenstein                                                          | 1 – 4                                                                  | Islanda                                                                | Qual. Mondiali 2022                                                    | -                                                                      |                                                                        |
| 26-3-2022                                                              | Murcia                                                                 | Finlandia                                                              | 1 – 1                                                                  | Islanda                                                                | Amichevole                                                             | -                                                                      | 46’                                                                    |
| 29-3-2022                                                              | La Coruña                                                              | Spagna                                                                 | 5 – 0                                                                  | Islanda                                                                | Amichevole                                                             | -                                                                      |                                                                        |
| 2-6-2022                                                               | Haifa                                                                  | Israele                                                                | 2 – 2                                                                  | Islanda                                                                | UEFA Nations League 2022-2023 - 1º turno                               | -                                                                      |                                                                        |
| 6-6-2022                                                               | Reykjavík                                                              | Islanda                                                                | 1 – 1                                                                  | Albania                                                                | UEFA Nations League 2022-2023 - 1º turno                               | -                                                                      |                                                                        |
| 13-6-2022                                                              | Reykjavík                                                              | Islanda                                                                | 2 – 2                                                                  | Israele                                                                | UEFA Nations League 2022-2023 - 1º turno                               | -                                                                      |                                                                        |
| 22-9-2022                                                              | Maria Enzersdorf                                                       | Venezuela                                                              | 0 – 1                                                                  | Islanda                                                                | Amichevole                                                             | -                                                                      |                                                                        |
| 27-9-2022                                                              | Tirana                                                                 | Albania                                                                | 1 – 1                                                                  | Islanda                                                                | UEFA Nations League 2022-2023 - 1º turno                               | -                                                                      |                                                                        |
| 16-11-2022                                                             | Kaunas                                                                 | Lituania                                                               | 0 – 0 (5 – 6 dtr)                                                      | Islanda                                                                | Coppa del Baltico 2022                                                 | -                                                                      | 81’, 84’                                                               |
| 23-3-2023                                                              | Zenica                                                                 | Bosnia ed Erzegovina                                                   | 3 – 0                                                                  | Islanda                                                                | Qual. Euro 2024                                                        | -                                                                      |                                                                        |
| 26-3-2023                                                              | Vaduz                                                                  | Liechtenstein                                                          | 0 – 7                                                                  | Islanda                                                                | Qual. Euro 2024                                                        | -                                                                      | 65’                                                                    |
| 17-6-2023                                                              | Reykjavík                                                              | Islanda                                                                | 1 – 2                                                                  | Slovacchia                                                             | Qual. Euro 2024                                                        | -                                                                      | 67’                                                                    |
| 20-6-2023                                                              | Reykjavík                                                              | Islanda                                                                | 0 – 1                                                                  | Portogallo                                                             | Qual. Euro 2024                                                        | -                                                                      |                                                                        |
| 8-9-2023                                                               | Lussemburgo                                                            | Lussemburgo                                                            | 3 – 1                                                                  | Islanda                                                                | Qual. Euro 2024                                                        | -                                                                      | 39’, 73’                                                               |
| 6-6-2025                                                               | Glasgow                                                                | Scozia                                                                 | 1 – 3                                                                  | Islanda                                                                | Amichevole                                                             | -                                                                      | 46’                                                                    |
| Totale                                                                 |                                                                        | Presenze                                                               | 50                                                                     |                                                                        | Reti                                                                   | 2                                                                      |                                                                        |

## Palmarès

### Club

#### Competizioni giovanili
- Torneo di Viareggio: 1

Juventus: 2012
- Coppa Italia Primavera: 1

Juventus: 2012-2013

#### Competizioni nazionali
- Supercoppa di Russia: 1

CSKA Mosca: 2018
- Coppa di Grecia: 1

Panathinaikos: 2023-2024